# Schlupfzeit
Schlupfzeit ist ein Begriff aus der Produktionsplanung und -steuerung (PPS), der die Restzeit eines Auftrags bezeichnet. Dies ist die Zeitspanne vom aktuellen Bearbeitungszeitpunkt bis zum Sollendtermin, abzüglich der restlichen Bearbeitungszeiten.
Bei Störungen in der Produktion wird die Schlupfzeit als Hilfe zur Bestimmung der Auftragspriorität genutzt. Aber auch in der störungsfreien Produktion wird die Auftragspriorität oft nach der Dringlichkeit, sprich: Schlupfzeit, festgelegt.
Die Schlupfzeit eines Auftrages wird wie folgt bestimmt:
```
  Liefertermin
- Termin der Prioritätsfestlegung
- verbleibende Durchlaufzeit 
= Schlupfzeit

Beispiel (ausgehend vom 1. Januar):
  20. Januar: Liefertermin
- 10. Januar: Termin der Prioritätsfestlegung (heute)
- 4 Tage verbleibende Durchlaufzeit 
  → 20 - 10 - 4
= 6 Tage Schlupfzeit
```

Die Schlupfzeit wird negativ, wenn der Liefertermin planmäßig nicht mehr erreicht werden kann.